# لي سو جي
لي سو جي (بالكورية: 이수지)‏ هي مغنية وممثلة كورية جنوبية. ولدت يوم 20 مارس 1998 في بوسان في كوريا الجنوبية.

## روابط خارجية
- لي سو جي على موقع ميوزك برينز (الإنجليزية)